# Andrew Pitcairn-Knowles

Titelblatt von Sport im Bild

Andrew Pitcairn-Knowles (* 13. März 1871 in Rotterdam; † 27. Februar 1956 in Hastings) war ein britischer Verleger und Fotojournalist, der seine Fotos in den neu gegründeten illustrierten Zeitschriften Ende des 19. und Anfang des 19. Jahrhunderts veröffentlichte.

## Leben
Andrew Pitcairn-Knowles wurde als Sohn eines schottischen Wollhändlers aus Aberdeen und einer polnischen Mutter in Rotterdam geboren; sein älterer Bruder war der Maler James Pitcairn-Knowles. Einen Teil seiner Jugend verbrachte er in einer Engländer-Kolonie in Wiesbaden. Um die Jahrhundertwende reiste Andrew Pitcairn-Knowles als Fotograf beruflich durch Europa und lebte in Berlin, Brüssel, Paris und auf Jersey. Zu dieser Zeit nahmen die mit Fotos illustrierten Zeitschriften aufgrund verbesserter Drucktechniken einen Aufschwung. Pitcairn-Knowles verkaufte seine Fotos an solche Zeitschriften mit verschiedenen Themen, darunter an das britische Reisemagazin World Wide Magazine, Die Woche, eine deutsche Familienzeitschrift und an Lectures Pour Tous, eine französische Literaturzeitschrift.
Als begeisterter Sportler gründete Pitcairn-Knowles 1895 in Berlin sein eigenes Magazin, Sport im Bild, das am 10. Mai 1895 erstmals mit 30.000 Startexemplaren erschien. Im Vorwort zur ersten Auflage schrieben Pitcairn-Knowles und der Verleger, Horace F. Simon, sie wollten mit dieser Zeitschriften zeigen, dass Deutschland „in Bezug auf die Ausführung aller Sports unseren Vorbildern – England und Amerika – ebenbürtig zur Seite“ stehe. 1899 ließ Pitcairn-Knowles im Sportpark Kurfürstendamm einen Athletik-Sportplatz anlegen, der – für die damalige Zeit noch ungewöhnlich – einen Rasenbelag, eine überdachte Tribüne für mehrere hundert Zuschauer sowie feste Tore mit Tornetzen aufwies. Am 23. November 1899 wurde der Athletik-Sportplatz mit dem ersten Spiel einer englischen Fußball-Auswahlmannschaft auf dem europäischen Festland eingeweiht. Die Engländer besiegten vor etwa 1500 Zuschauern eine deutsche Auswahl mit 13:2.
In dieser Zeit etablierte sich Sportfotografie als eigenes Genre, auch weil die Technik in der Fotografie sich ständig verbesserte, wie etwa durch Verschlusszeiten. Parallel dazu sowie in Wechselwirkung bekam der Zuschauersport eine immer größere Popularität. Pitcairn-Knowles interessierte sich auch für Motive außerhalb des Sports; so reiste er mehrfach nach Ostende in Belgien, um dort die gesamte Atmosphäre rund um Autorennen, Hunderennen, Krabbenfischer und Kinder auf Strandseglern fotografisch zu dokumentieren. „Seine Fotografien offenbaren seinen entzückten und taktvollen Blick auf das Freizeitvergnügen im Zeitalter Eduards VII.“
Auch Pitcairn-Knowles nutzte die neueste Technik: Er erstellte Silbergelatine-Abzüge von den Glasnegativen, die als Gelatine-Trockenplatten aufgenommen worden waren, nach einem Verfahren, das 1871 von dem englischen Physiker Richard Leach Maddox 1871 erfunden worden war. Die Negative waren einfacher zu handhaben und lichtempfindlicher als die früheren Kollodium-Nassplatten. Pitcairn-Knowles arbeitete normalerweise mit den kleinsten von Profis verwendeten Negativen, der Halbplatte
(4½″ × 5½″), und fertigte davon Kontaktabzüge an. Die Trockenplatten-Negative waren relativ einfach zu handhaben, die Halbplatten-Kamera jedoch sehr schwer.
1904 wurde Sport im Bild an den Verleger August Scherl verkauft; 1911 zog Andrew Pitcairn-Knowles nach England und eröffnete in Sussex gemeinsam mit seiner Frau Margaret das Gesundheitszentrum Riposo, das bis 1962 bestand. Die Fotografie spielte weiterhin eine wichtige Rolle in seinem Leben; er fotografierte die Behandlungen, erstellte Lehrmaterial und erforschte und dokumentierte fotografisch die Schrothkur. 1930 gaben seine Frau und er ein Buch mit vegetarischen Rezepten heraus,  Sixty Favourite Riposo Recipes, das 1980 von seinem Enkel Richard neu aufgelegt wurde.
Ein großer Teil des Werks sowie Dokumente aus dem Nachlass von Pitcairn-Knowles befinden sich heute im Victoria and Albert Museum.